# Самый страшный фильм 3D
«Самый страшный фильм 3D» (англ. Dead Before Dawn 3D) — приключенческий фильм ужасов с элементами комедии, вышедший в 2012 году. Первый канадский художественный фильм, снятый в стереоскопическом 3D, а режиссёр Эйприл Маллен стала первой женщиной, снявшей 3D-фильм. Главные роли исполнили Девон Бостик, Марта Макайзек и Кристофер Ллойд. Фильм получил бельгийскую кинопремию Perron Crystal Award.
В российском прокате фильм собрал больше 600 тысяч долларов США.

## Сюжет
Старшеклассник Каспер находит у своего дедушки Хоруса в доме таинственную вазу в форме черепа, которую тот говорит ни в коем случае не трогать. Вместе со своими друзьями он её случайно разбивает, тем самым освобождая древнее проклятие: теперь каждый, кто входит с ними в контакт, превращается в зомби.

## В ролях
- Девон Бостик — Каспер Гэллоуэй
- Марта Макайзек — Шарлотта Бейкер
- Кристофер Ллойд — Хорус Гэллоуэй
- Брэндон Джей МакЛарен — Рикки «Даззл» Дарлингтон
- Бриттани Аллен — Люси Уинтроп
- Кайл Шмид — Патрик Бишоп
- Эйприл Маллен — Беки Фордс
- Россиф Сазерленд — Бёрт Рамсфилд

## Российский дубляж
- Антон Савенков (Каспер Гэллоуэй)
- Ольга Голованова (Шарлотта Бейкер)
- Никита Джигурда (Хорус Гэллоуэй)
- L’One (Рикки «Даззл» Дарлингтон)
- Светлана «Света из Иваново» Курицына (Люси Уинтроп)
- Юрий Каплан (Бёрт Рамсфилд)
- Рома Жёлудь